# バン・ジョンソン

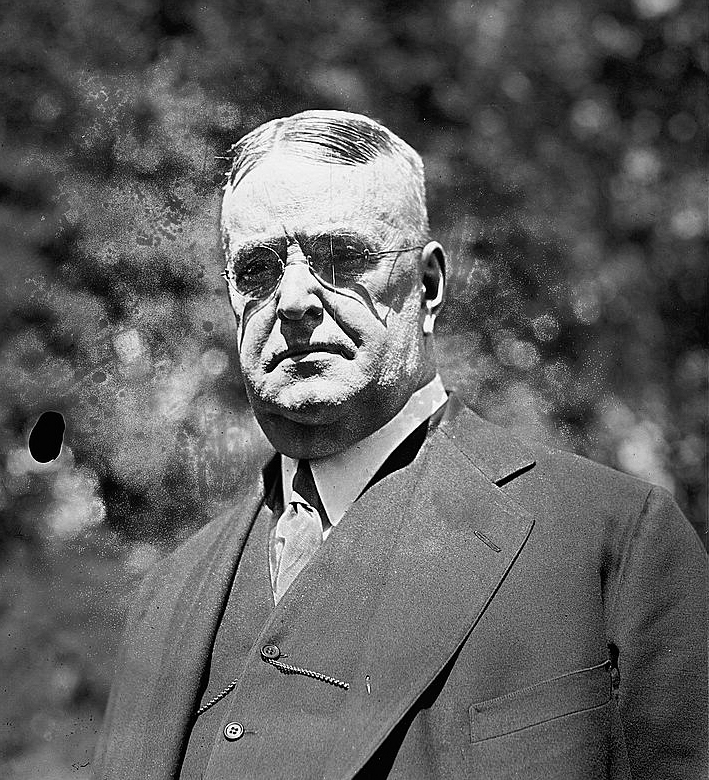
1921年。バン・ジョンソン

バン・ジョンソン（Byron Bancroft “Ban” Johnson、1865年1月5日 - 1931年3月28日）はアメリカンリーグ (AL) 設立の中心的存在であり、またその初代会長を務めた米国プロ野球役員。
ジョンソンはそれまでマイナーリーグであったウェスタンリーグを、当時のトップリーグであるメジャーリーグを名乗っていたが粗野で粗暴な印象を持たれていたナショナルリーグに代わり、「クリーン」な雰囲気を持つプロ野球リーグとして売り込んだ。規律ある環境を作るため、新リーグでは審判員（野球殿堂入りしたビリー・エバンズも含まれる）の立場を強化するためのサポートを行った。
チャールズ・コミスキー、チャールズ・ソマーズ、それにジミー・マクアリアといったチームオーナーや監督の助力を得て、ジョンソンはアメリカンリーグへのトップタレントの誘い込みを行い、たちまちナショナルリーグに拮抗する勢力になった。1920年代中頃、当時の米国野球コミッショナーであるケネソー・マウンテン・ランディスとの政争により強制的に辞任させられるまで、ジョンソンはアメリカンリーグを支配し続けた。

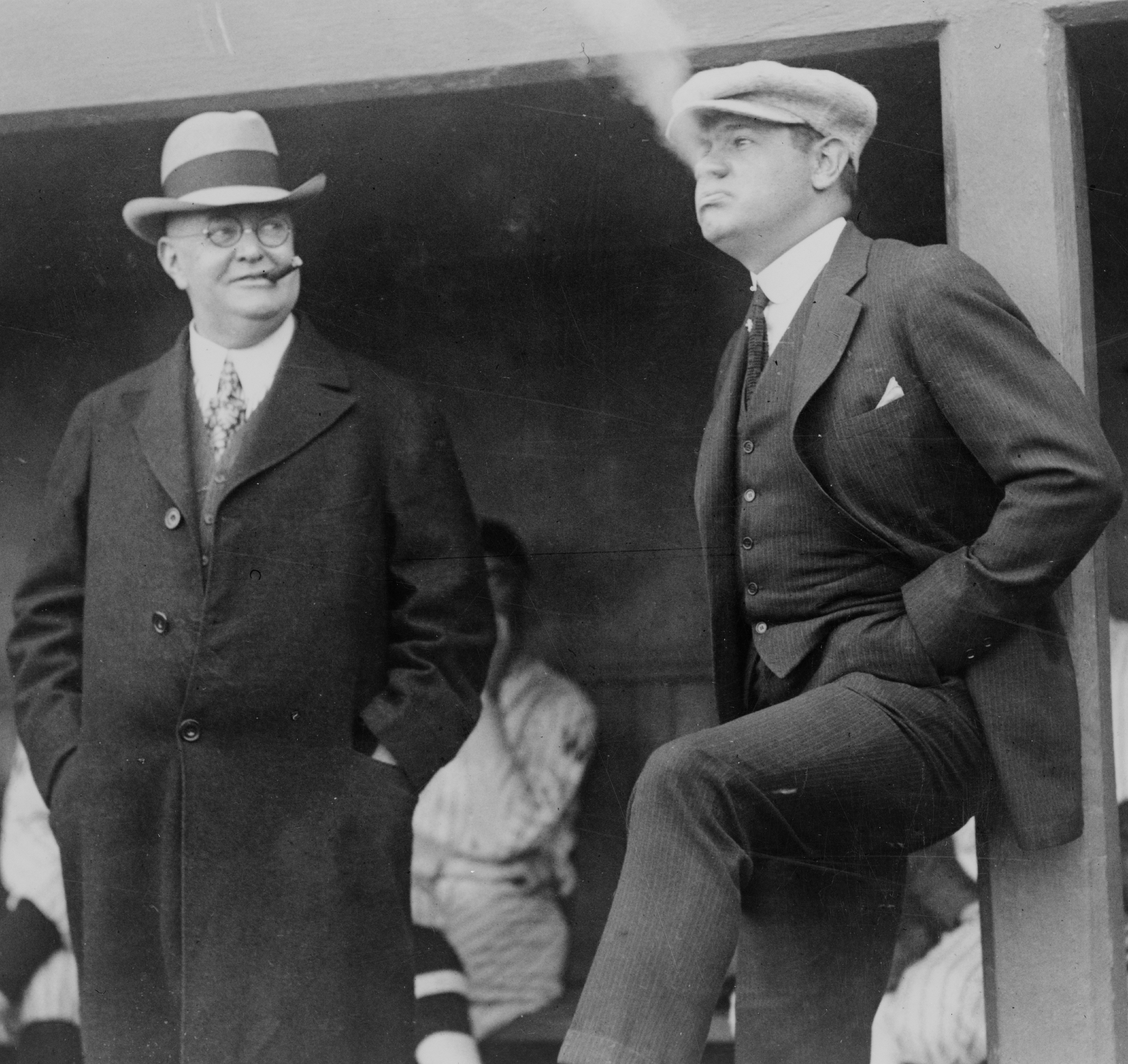
1922年。バン・ジョンソンとベーブ・ルース（右）

## ウェスタンリーグ
オハイオ州ノーウォークに生まれ、学位は取得していないが、マリエッタ・カレッジで法律を学んだ。その後シンシナティの地元新聞のスポーツ編集者となった。この時期に、当時シンシナティ・レッズの監督だったチャールズ・コミスキーと親しくなった。そして、そのコミスキーと、レッズのオーナーであるジョン・T・ブラッシュ二人の口添えもあり、1893年当時はさほど有名でもない一マイナーリーグにすぎなかったウェスタンリーグの再編会議において会長に選出された。
ジョンソンは当時のナショナルリーグについて、その粗野な雰囲気が野球場から子供や女性を遠ざけているのだと非難し、もっと野球を皆にフレンドリーなものとしなくてはならないと主張した。当時の習わしに逆行して審判員に強い権限を与え、審判員に対して尊敬を持たない選手や監督には厳しい処置を与えることを許した。また、フィールド内で汚い言葉を使った選手には罰金を科したり出場停止処分を行った。これにより、たちまちにしてウェスタンリーグはマイナーリーグで最強であるだけでなく、野球界で最も効果的に運営されているリーグであると認識されるようになった。

## アメリカンリーグ設立
しかし、ジョンソンはメジャーリーグをもう一つ作るという、もっと大きな野望を持っていた。コミスキーは1894年にレッズを去った後、スーシティのチーム（コーンハスカーズ）を買取ったうえでセントポールに本拠を移していたが、このコミスキーの助けを借りてウェスタンリーグの拡大計画をスタートした。1899年シーズン終了後、ナショナルリーグ所属のボルチモア、クリーブランド、ルイビル、ワシントンDCの各チームが解散したが、ジョンソンはグランド・ラピッズ（その後のインディアンズ）のフランチャイズをクリーブランドに移した。また、セントポールにあったコミスキーのチームをシカゴに移した（これがその後のシカゴ・ホワイトソックス）。後者の移動は、アメリカン・アソシエーション復活の試みを抑制する動きであると考えたナショナルリーグからも支持された。1900年シーズンにはリーグ名をアメリカンリーグと改称したが、依然マイナーリーグのままだった。
1900年シーズンは大成功し、ジョンソンはリーグ会長契約の10年延長を得た。10月にナショナルアグリーメント（ナショナルリーグを唯一のメジャーとし、他のリーグをマイナーとする取り決め）から脱退した。1901年の1月28日にはアメリカンリーグがメジャーリーグとして運営されることを宣言した。そしてチームをボルチモア、ボストン、フィラデルフィア、ワシントンにも置いた。
バッファロー・バイソンズは新生アメリカンリーグの一員になるハズだった。フランクリン監督はジョンソンから「心配ない、バッファローは新リーグに入っている」と言われていた。だが、1901年の1月29日になって見捨てられ、代わりにボストンにフランチャイズが置かれた。ジョンソンは数ヶ月間こっそりとボストンの人々と交渉していただけでなく、ボストンに投資まで行っていたことが後に判明した。ジョンソンはワシントンのフランチャイズにも多額の投資をしており、利害関係が1903年まで続いた。

## 権力
1901年、ナショナルリーグは選手の年俸上限を当時としてもかなり安い2,400ドルとする基準を作るという失敗をした。ジョンソンやコミスキー、およびその他のアメリカンリーグチームのオーナーは、年俸に不満を持つナショナルリーグの選手により高い金額を約束して引き抜いた。セントルイス・ブラウンズはジェシー・バーケットとボビー・ウォレスという二人の殿堂入りクラスの選手を獲得した。最終的には100人ほどがアメリカンリーグに移籍した。2年にわたるこの NL – AL 戦争では AL が勝利し、NL は講和を求めた。そしてナショナルアグリーメントでアメリカンリーグは第2のメジャーリーグとして正式に認められた。両リーグの会長及びレッズのオーナーであるギャリー・ハーマンの三者によるナショナルコミッションが作られた。ハーマンが名目上の委員長だったが、すぐにジョンソンがこれを支配するようになった。
ジョンソンは他者による自分への批判を許さず、また、自分が嫌いな人物がオーナーになると厄介になるのでリーグ所属チームの買収の邪魔をした。例えば、ハリー・フレージーがボストンレッドソックスを買収した1917年、ジョンソンはフレージーのことが気に入らないという理由で当初より妨害をした。一時はクリーブランドとワシントンのチームを自分で所有することも検討していたという。

## 凋落
フレージーの事件はジョンソンの凋落の発端となった。リーグは二つの派閥に分かれて行った。レッドソックス、ホワイトソックス、ニューヨークヤンキースによる一つの派閥（反乱派）と、残りの5チーム（インディアンズ、フィラデルフィアアスレティックス、セントルイスブラウンズ、デトロイトタイガース、ワシントンセネターズの忠実派）だ。この時までに、コミスキーはジョンソンの敵になっており、二人の友情は深刻なほどに悪化していた。レッドソックスがカール・メイズをヤンキースにトレードしようとした際にはジョンソンが差し止めを命じ、それでもトレードを強行するとジョンソンはメイズを出場停止処分とした。ヤンキースはメイズの出場を求めて裁判所に提訴し、最終的にはプレイすることができたが、その審理の過程でジョンソンはクリーブランド・インディアンズに投資をしていて公平な立場をとる能力に欠けるということが暴露された。このことでジョンソンの威信はさらに低下した。
ブラックソックス事件がジョンソンの棺桶に最後の釘を打つことになった。コミスキーは彼のホワイトソックスがギャンブラーから金銭を得ているということを通知したがこれをジョンソンは無視した。しかし、1920年シーズンになってこのスキャンダルが広まった時、ホワイトソックス、レッドソックス、ヤンキースの3チームはALを脱退して新しく12チームに拡大されたナショナルリーグ (NL) に加盟すると脅した。拡大されたナショナルリーグには（ジョンソンに忠実なフランク・ナビンがオーナーであった）デトロイト・タイガースとは無関係のデトロイトを本拠とするチームが加入していた。ナビンはまた戦争が起こることを望んでいなかったので、他の5つのクラブに対してナショナルコミッションに野球とは関係のない人物を指名することを説得して回った。連邦地方裁判所判事のケネソー・マウンテン・ランディスが議長に指名された。ランディスは、制限のない権限を持つ野球コミッショナーでなければ就任しないと主張し、ブラックソックス事件で低迷した野球人気に喘いでいるオーナーらは、このランディスの要求に同意した。
ともに意志の強いランディスとジョンソンが対立するのは自明だった。そして1924年のワールドシリーズ前に事件が勃発した。ランディスはニューヨークジャイアンツのメンバー2名（一人の選手と一人のコーチ）がシーズン終盤にフィラデルフィアフィリーズ選手に八百長を持ちかけていたとの理由でシリーズに出場させなかった。一方でフランキー・フリッシュを含む3名のジャイアンツ選手はこれに関係していたがランディスの裁定で出場停止にならなかった。このことに関して、ジョンソンはシリーズ自体をキャンセルすべきだと要求した。ランディスのやり方に関してジョンソンは公開の場で非難を行ったため、ランディスはアメリカンリーグのオーナーたちがジョンソンを黙らせなければ辞任すると迫った。シリーズ終了後、オーナーらは今後ジョンソンが再び同様なことをしたら辞めてもらうと約束した。ジョンソンはその後2年間はおとなしく過ごし、1935年までの契約延長を果たし、年俸も40,000ドル（それ以前は25,000ドル）になった。
しかし、1926年になってタイ・カッブとトリス・スピーカーが1919年に行われたゲームで八百長行為をしたとの疑惑を持たれた事件で、ランディスがこの二人に対して無罪放免の措置を採ったことをジョンソンが再び批判した。ランディスは、アメリカンリーグはジョンソンか自分かのどちらかを採るかここで決めよ、と迫った。もともと、AL のオーナーたちは1927年頭の年次総会でジョンソンには辞めてもらうつもりだった。実際には、ジョンソンは当時体調が思わしくなかったので、解任の代わりに無期限の休暇を採らせることを決定した。ジョンソンは春になったら復職しようと考え、何事もなかったかのように振る舞った。だが状況は彼が望むようには好転せず、とうとうそのシーズン終了後には辞任する破目になった。フランク・ナビンが代理していたアメリカンリーグ会長職はオーナーたちによりインディアンズのジェネラルマネージャーだったアーネスト・バーナードに引き継がれた。

## 遺業
ジョンソンはミズーリ州セントルイスで死亡した。66歳だった。彼の会長職を引き継いだE.S.バーナードが死んだ僅か数時間後だった。1937年には野球殿堂の初期選出者の一人となった。マリエッタ・カレッジの選手用フィールドハウスには彼の名が付けられている。墓はインディアナ州スペンサーのリバーサイド墓地 (Riverside Cemetery) にある。
1931年にウィル・ハリッジがアメリカンリーグ会長に就任した際、同年に死んだジョンソンについてこう締めくくった：「彼は野球界で最も輝いた人物だった。スポーツ史のなかで、野球を国技とするのに誰よりも貢献した」